# John Delafose
John I. Delafose fue un acordeonista estadounidense de zydeco, originario de Luisiana, nacido en 1939 y fallecido en 1994.

## Historial
Delafose comenzó su trayectoria tocando en los fais do-do de su región, un tipo de fiesta cajún con música, con diversas bandas locales. Después obtuvo el reconocimiento del gran público, con álbumes como Joe Pete got two women (Arhoolie) o Blues stay away from me (Rounder). Estuvo al frente de su banda, The Eunice Playboys, hasta su muerte, en 1994. La banda continúa actualmente bajo la dirección de su hijo Geno Delafose.

## Estilo
Poseía un estilo dinámico y de fuerte raíz rural, con un ritmo entrecortado en el acordeón, que ha influido a casi todos los músicos actuales de zydeco.